# Løvelkredsen
Løvelkredsen  var en valgkreds 1849-1918. 1920-70 var kredsen en opstillingskreds i Viborg Amtskreds. Kredsen blev nedlagt i 1970, mens Gustav Holmberg, der havde været kandidat i kredsen, fortsatte som egnens folketingsmedlem frem til 1979.
Løvelkredsen var en landkreds, der omfattede Sydvesthimmerland (Rinds Herred) samt alle sognekommuner rundt om Viborg, men ikke Viborg Købstad.

## Løvelkredsens folketingsmænd 1849-1918
- 1849-1853: overretsass. W.J.A. Ussing, (nationalliberal).
- 1853: landmåler R. Sørensen, (nationalliberal).
- 1853: gårdejer Lars Dalsgaard, (bondeven).
- 1853-1858: gårdejer Graves P. Lundgaard (bondeven).
- 1858-1866: overretsass., senere minister C.S. Klein (nationalliberal).
- 1866-1869: sognepræst H.I.V. Berthelsen (Venstre).
- 1869-1890: gårdejer J.A. Thorup (Venstre).
- 1890-1914: husmand og redaktør, senere landbrugsminister Anders Nielsen (Det Bergske Venstre senere Venstrereformpartiet).
- 1914-1947: gårdejer Laust Nørskov (Venstre).

## Valgte repræsentanter fra Løvelkredsen 1920-1968
(Listen er ikke fuldstændig, der kan have været valgt folketingsmedlemmer fra andre partier end Venstre).
- 1914-1947: gårdejer Laust Nørskov (Venstre).
- 1947-1979: gårdejer Gustav Holmberg (Venstre).

## Mindelunden
Inden kredsen blev nedlagt i 1970, blev der 30. september 1969 indviet en mindelund på hjørnet af Gl. Aalborgvej og Tinggade i Løvel. Her står en sten for hver af de 18 sognekommuner i kredsen og en fælles mindesten for de ni folketingsmænd, der repræsenterede kredsen 1849-1947. De to seneste, Anders Nielsen og Laust Nørskov, fik desuden deres egen mindesten. Anders Nielsens bornholmske granitsten med helfigur i bronzerelief, udført af Elias Ølsgaard, blev flyttet hertil fra Viborg, hvor den var opstillet i 1915. I 2001 blev der også rejst en mindesten for Gustav Holmberg, der døde i 1999.